# Cent (muzyka)
Cent, oznaczenie ct – jednostka miary w muzyce, oznaczająca jedną setną interwału półtonu temperowanego (najmniejszej odległości między dźwiękami w systemie temperowanym); stosunek dwóch częstotliwości równy {\displaystyle {\sqrt[{1200}]{2}}} ({\displaystyle 1,0006}).
Przykładowo, jeden półton temperowany to {\displaystyle 100\,ct}, oktawa – {\displaystyle 1200\,ct}, komat – od {\displaystyle 21,5} do {\displaystyle 40\,ct}, komat pitagorejski {\displaystyle \approx 23,46\,ct}.
Cent został wprowadzony do akustyki przez Alexandra Johna Ellisa w 2. połowie XIX wieku.